# Caso Wakefield
Il caso Wakefield fu un caso di frode basato su un articolo pubblicato nel febbraio del 1998 sulla rivista medica britannica The Lancet, firmato dal medico inglese Andrew Wakefield con altri 11 coautori, in cui veniva ipotizzata la correlazione fra il vaccino MPR e lo sviluppo di disturbi dello spettro autistico. La frode venne smascherata grazie a una lunga inchiesta del Sunday Times del giornalista Brian Deer che determinò il ritiro dell'articolo di Wakefield nel 2010 da parte del Lancet.
L'inchiesta di Deer sollevò numerosi dubbi etici e scientifici sulla ricerca condotta da Wakefield evidenziando anche come questi avesse numerosi conflitti di interesse non dichiarati, motivo per cui la maggior parte dei coautori dello studio decise di ritirare il proprio supporto alle conclusioni in esso presenti. Indagini successive dimostrarono che Wakefield aveva ricevuto vari finanziamenti da alcuni avvocati impegnati in cause legate a presunti danni da vaccino in modo da avere una base scientifica da utilizzare come prova in tribunale.
L'indagine durata cinque anni da parte del General Medical Council britannico giudicò l'articolo fraudolento e portarono alla radiazione dall'albo dei medici di Wakefield nonché al ritiro completo dello studio da parte del Lancet. Nonostante le evidenze sulla natura fraudolenta dello studio, Wakefield continuò a difendere la ricerca e i risultati ottenuti, a sostenere che non si trattasse di una frode e di non aver puntato a ottenere denaro.
Lo studio di Wakefield viene ritenuto uno degli scandali più eclatanti nel mondo della ricerca biomedica, nonché l'antesignano delle bufale sulla presunta correlazione tra vaccini e autismo. Non vi è nessuna correlazione scientificamente accertata fra l'uso dei vaccini e l'insorgenza dell'autismo.

## Lo studio

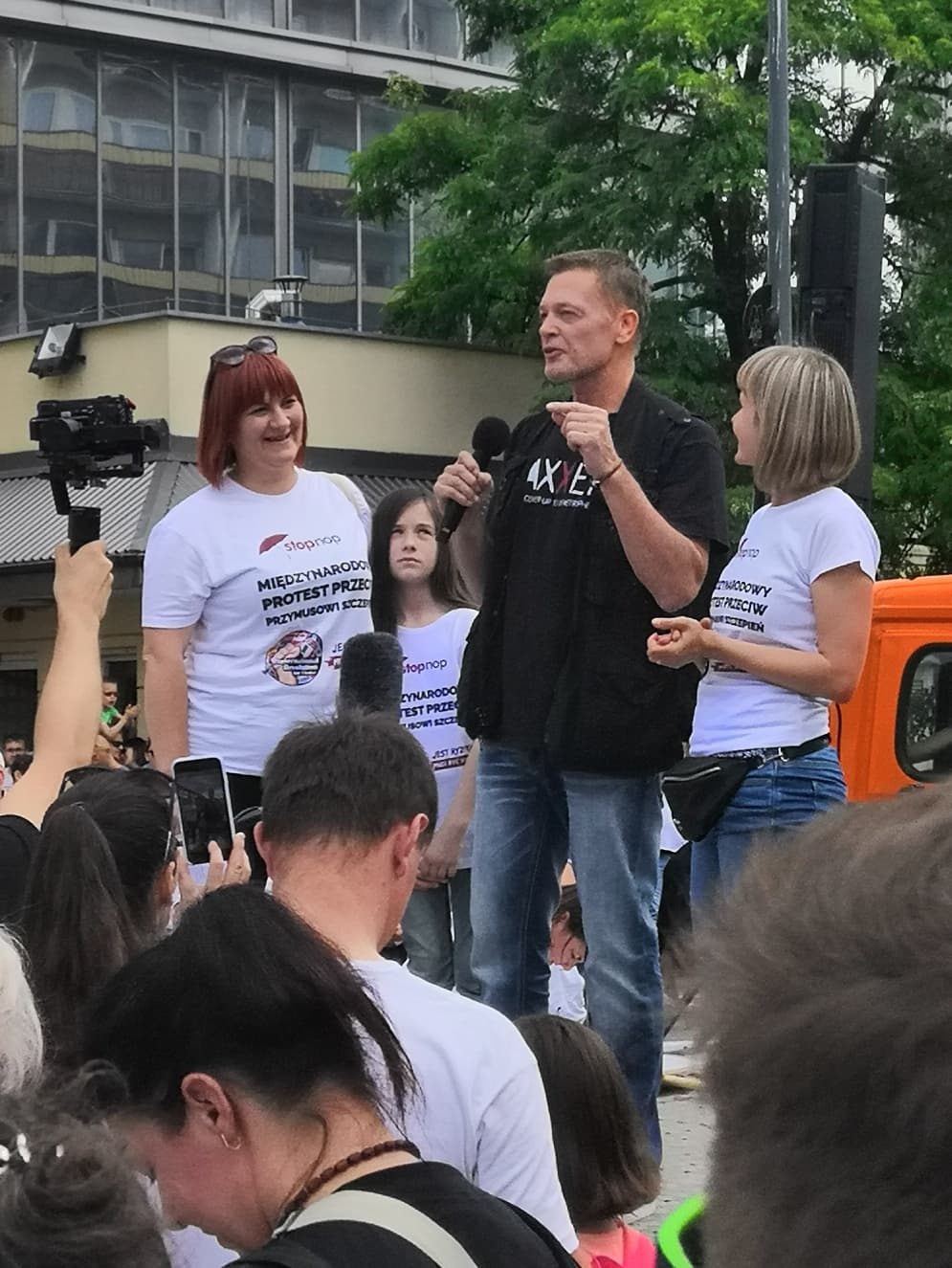
Andrew Wakefield

L'articolo, intitolato Ileal-lymphoid-nodular hyperplasia, non-specific colitis, and pervasive developmental disorder in children ("Iperplasia ileale-linfoide-nodulare, colite aspecifica e disturbo pervasivo dello sviluppo nei bambini") venne pubblicato sul n. 9103 della rivista Lancet del 28 febbraio 1998 firmato da Wakefield e altri ricercatori del Royal Free Hospital di Londra che sostenevano di aver effettuato un'indagine su 12 bambini (11 maschi) che presentavano anomalie gastrointestinali come iperplasie nodulari linfoidi e ulcerazioni: nove di questi erano affetti da disturbi dello spettro autistico, uno presentava psicosi disintegrativa dell'infanzia e due encefalite di possibile origine virale o vaccinale.
I bambini avevano già diagnosi di disturbi pervasivi dello sviluppo, ed erano stati ricoverati nel reparto di gastroenterologia pediatrica del nosocomio con sintomi come dolore addominale, diarrea, intolleranze alimentari e gonfiore: i soggetti subirono quindi delle ileocolonscopie in cui vennero individuate le lesioni, da cui vennero raccolti dei campioni di tessuto poi inviati alla sezione di istopatologia (guidata da Wakefield). Indagini neurologiche, radiologiche e genetiche non diedero risultati apprezzabili.
Lo studio evidenziava come per otto dei bambini i rispettivi genitori o il pediatra di riferimento aveva ricollegato lo sviluppo di disturbo pervasivo dello sviluppo alla somministrazione del vaccino MPR o il vaccino monovalente contro il morbillo, a cui cinque di questi avrebbero avuto reazioni avverse di vario grado. I primi segni dello sviluppo di autismo sarebbero comparsi dopo pochi giorni dalla somministrazione, ed entro un periodo di due settimane.
L'analisi dei risultati ottenuti richiamò vari studi, tra cui uno di John Walker-Smith (gastroenterologo pediatrico dell'ospedale e cofirmatario della pubblicazione) sul legame tra deficit di deficit gastroenterologici e autismo, nonché uno dell'immunologo americano Hugh Fudenberg che analizzò 20 bambini affetti da autismo affermando che in 15 i sintomi erano comparsi entro una settimana dalla vaccinazione (lo studio era tuttavia stato pubblicato su una rivista di basso impact factor, e lo stesso Fudenberg se ne era successivamente dissociato). A conclusione dello studio, pur non potendo dare per certa la correlazione tra vaccino MPR e autismo, Wakefield e gli altri firmatari sostennero che tale evenienza andasse indagata da ulteriori ricerche.
Wakefield prima della pubblicazione organizzò una conferenza stampa, da molti ritenuta una spettacolarizzazione della ricerca scientifica, in cui suggerì di sospendere l'utilizzo del vaccino trivalente finché non fosse stata acclarata la totale estraneità dello stesso nell'insorgenza di autismo, posizione poi confermata in vari interventi mediatici. Lo studio finì in prima pagina sul Guardian e l'Independent, e in un articolo del Daily Mail.

## Reazioni
Dopo una tiepida accoglienza, il caso mediatico scoppiò tra il 2001 e il 2002 quando Wakefield pubblicò un paper su una rivista minore in cui veniva criticata la sicurezza del piano vaccinale britannico, e due lavori con dati ottenuti in laboratorio che avrebbero dimostrato la presenza del virus del morbillo in campioni ottenuti da bambini affetti da disturbi intestinali e autismo.
Ebbe inizio una ampia copertura mediatica sul tema vaccini-autismo, con interviste a genitori di bambini autistici che accusavano i vaccini di quanto accaduto, e accuse politiche contro la gestione dell'NHS e del piano vaccinale nei confronti del governo guidato dal laburista Tony Blair, al quale venne inoltre chiesto di dichiarare pubblicamente se il figlio Leo (affetto da autismo) fosse stato o meno sottoposto a vaccinazione. Venne inoltre contestata l'obbligatorietà della vaccinazione trivalente e la mancanza di un vaccino monovalente contro il morbillo: a ciò Blair replicò ribadendo la sicurezza del vaccino MPR, e la moglie Cherie confermò che Leo era stato vaccinato.
Durante questo periodo l'opinione pubblica venne influenzata negativamente, e l'affidabilità del vaccino MPR nella popolazione del Regno Unito passò dal 59% al 41%. Il 26% dei medici di famiglia sostennero che non erano state date sufficienti prove sulla sicurezza del vaccino MPR.
Le cose iniziarono a cambiare dopo che venne evidenziata la mancanza di dati oggettivi a supporto delle tesi di Wakefield. I medici di famiglia che avrebbero consigliato la vaccinazione trivalente a bambini nelle cui famiglie vi erano casi di autismo passò al 77% nel 2003 e all'82% nel 2004.

## Inchieste

### Indagine giornalistica di Brian Deer
Nel febbraio del 2004 il giornalista Brian Deer sostenne in un articolo pubblicato sul Sunday Times che Wakefield fosse stato contattato da un gruppo di avvocati guidato da Richard Barr per produrre basi scientifiche da poter utilizzare come prova in tribunale in alcune cause legate a presunti danni da vaccini, e che avesse ricevuto tramite la mediazione di Barr cinquantacinquemila sterline dalla Legal Aid Board (oggi Legal Aid Agency, una agenzia governativa finanziata dal Ministero della Giustizia britannico che forniva sostegno legale ai meno abbienti); Deer affermò inoltre che molti dei genitori che avevano propugnato come il vaccino MPR fosse la causa della patologia dei loro figli erano coinvolti in tali azioni legali, e che Wakefield non avesse avvisato i colleghi e le autorità previste dei propri conflitti di interesse.
In seguito alla pubblicazione dell'articolo di Deer, nel marzo 2004 nove dei dodici coautori della pubblicazione di Lancet effettuarono la retraction of an interpretation, ovvero ritirarono il loro supporto all'interpretazione dei risultati ottenuti e riportati nel paper (vale a dire l'aver trovato problematiche gastrointestinali in bambini autistici e che ciò potesse essere verosimilmente legato a fattori ambientali, quali i vaccini). Le persone che effettuarono la retraction sostennero che la possibile associazione tra problematiche gastrointestinali e autismo meritasse comunque ulteriori indagini: tale associazione tuttavia non è stata confermata da successivi studi, che hanno oltretutto negato correlazione temporale statisticamente rilevante tra la somministrazione del vaccino MPR e lo sviluppo di autismo.
Un documentario intitolato MMR: What They Didn't Tell You, trasmesso il 18 novembre 2004 su Channel 4 e presentato da Deer, riportò che Wakefield aveva brevettato un vaccino simile al trivalente MPR, e che avesse ignorato i risultati ottenuti dal laboratorio del Free Royal Hospital che contraddicevano le sue tesi. Wakefield in risposta denunciò per diffamazione Channel 4, la Twenty Twenty Productions e Deer, ma il 2 gennaio 2007 ritirò l'accusa e fu obbligato al pagamento delle spese processuali.
Un altro articolo pubblicato sul Sunday Times da Deer nel 2006 rivelò che Wakefield avrebbe ricevuto globalmente 435,643 sterline (più spese varie) dagli avvocati coinvolti tramite il Legal Aid Board, che per l'appunto aveva come scopo aiutare finanziariamente i meno abbienti.
Nel febbraio 2009, Deer pubblicò un successivo articolo in cui affermò che Wakefield avesse arbitrariamente manipolato e aggiustato i dati della pubblicazione su Lancet in maniera da evidenziare una connessione tra vaccini e autismo. Wakefield respinse le nuove accuse e nel marzo successivo inviò un reclamo alla Press Complaints Commission (PCC) affinché prendesse provvedimenti contro Deer e ritirasse l'articolo. La PCC affermò di voler attendere la conclusione dell'inchiesta del General Medical Council su Wakefield prima di prendere una decisione, e alla fine respinse la richiesta di Wakefield nel febbraio 2010.

### Procedimento disciplinare del General Medical Council
Il General Medical Council, l'ordine dei medici britannico, avviò una propria indagine sul comportamento di Wakefield. La commissione disciplinare si riunì la prima volta nel luglio 2007 per analizzare le posizioni di Wakefield, John Walker-Smith e Simon Murch, tra i principali firmatari dello studio. Le audizioni durarono anni e si concentrarono su alcuni aspetti in particolare, come l'ottenimento dei permessi necessari allo studio da parte del comitato etico, mentre non vennero considerate le accuse di manipolazione dei dati comparse sull'articolo di Deer del 2009, e non venne dibattuta direttamente la validità scientifica del rapporto tra vaccino MPR e autismo. La commissione affermò inizialmente che i tre si erano comportati in maniera non etica e disonesta durante lo studio, e i diretti interessati respinsero le accuse.
Il 28 gennaio 2010 la commissione evidenziò che lo studio non fosse stato approvato da un comitato etico indipendente, che Wakefield avesse agito in maniera "disonesta e irresponsabile", dimostrando un "cinico disprezzo" effettuando esami invasivi e non necessari sui bambini partecipanti allo studio. Lancet a seguito della presa di posizione del GMC decise di ritirare completamente la pubblicazione.
Il 24 maggio successivo, il GMC sentenziò che Wakefield fosse colpevole di grave negligenza professionale su quattro capi di accusa di disonestà e dodici di abuso di minori con disabilità intellettive, e che dovesse essere espulso dall'ordine dei medici. Anche Walker-Smith venne accusato di grave negligenza professionale ed espulso dall'ordine, ma la decisione venne rivista dopo un appello all'Alta Corte britannica che stabilì come la commissione disciplinare non avesse dimostrato in maniera oggettiva la volontà fraudolenta da parte di Walker-Smith, e fosse arrivata ad alcune considerazioni errate anche per colpa di un ragionamento "inadeguato e superficiale". Murch venne giudicato non colpevole.